# Клуб Франсе

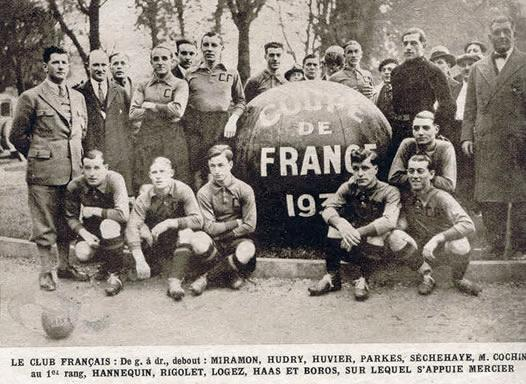
«Клуб Франсе» — володар Кубка Франції. 1931 рік.

«Клуб Франсе» (фр. Club Français) — колишній французький футбольний клуб з Парижа, заснований у 1890 році. У 1931 році «Клуб Франсе» виграв Кубок Франції — це єдине велике досягнення клубу.

## Історія
«Клеб Франсе» був заснований в 1890 році в Парижі. У 1896 році команда виграла чемпіонат Франції, що проводився під егідою USFSA, а 1900 року стала базовою командою, що представляла Францію на дебютному футбольному турнірі Олімпійських ігор, здобувши бронзові нагороди.
У 1931 році «Клуб Франсе» вийшов у фінал Кубка Франції, після розгромної перемоги в півфіналі з рахунком 6:1 над командою «Ніцца». Фінальна зустріч проти футбольного клубу «Монпельє» пройшла 3 травня, за участю 30 000 вболівальників. Зустріч завершилася переконливою перемогою «Клуба Франсе» з рахунком 3:0, всі три голи були забиті в першому таймі.
«Клуб Франсе» був одним з 20 клубів, що одержали професіональний статус і взяли участь у першому розіграші чемпіонату Франції з футболу в сезоні 1932/33. У цьому сезоні за команду грав легендарний автор першого голу в історії чемпіонатів світу Люсьєн Лоран, а найкращим бомбардиром турніру першого чемпіонату Франції став інший гравець команди Робер Мерсьє. Перший матч на професійному рівні закінчився для «Клуба Франсе» перемогою з рахунком 3:2 над клубом «Мюлуз», але сезон був закінчений на восьмому місці в зоні вильоту.
У 1935 році в результаті фінансових труднощів клуб був розформований.

## Досягнення
- Чемпіонат Франції (USFSA)
  - Переможець: 1896[en]
- Кубок Франції
  - Переможець: 1930/31
- Чемпіонат Парижу
  - Переможець: 1929, 1930

## Відомі гравці
- Робер Мерсьє
- П'єр Альман
- Фернан Канель
- Люсьєн Лоран
- Марсель Ламбер
- Бранислав Секулич